# 海桩
海桩（Stylophorans）是一类已灭绝的棘皮动物，化石发现于中寒武纪到晚石炭纪，分佈於西歐、北美、南美、澳洲和非洲南部等地，是海扁果亚门中人们了解最多的一纲。海桩的身體構造包括扁平且形状不规则的萼（theca）和從萼上延伸出的一條粗短莖尾。萼由數列大小不等的方解石骨片組成，一些种类的萼上有椭球形鳃裂状靴孔，而有些种类的萼上则为栅状的片孔。由於其方解石骨板構造，海樁一般被歸為棘皮動物的一支。然而它們的身體缺乏大多數棘皮動物具有的輻射對稱特徵：海桩纲早期物種的身體扁平且不具對稱性（如靴海果），較後期的物種則更接近兩側對稱（如扁海果）。
海樁歷史上曾被認為是幹群脊索動物（參見鈣索動物假說），現今則普遍認為屬於棘皮動物。但其在棘皮動物門內的演化位置尚存爭議：海樁綱究竟是棘皮動物演化出輻射對稱性前的基幹演化支，抑或是由輻射對稱棘皮動物演化而來的高度特化類群，仍未有定論。